# Arboledas (kommun)
Arboledas är en kommun i Colombia.   Den ligger i departementet Norte de Santander, i den norra delen av landet, 400 km norr om huvudstaden Bogotá. Antalet invånare är 9 270. Arean är 455 kvadratkilometer.
Terrängen i Arboledas är huvudsakligen mycket bergig.